# Wild Arabia
Wild Arabia è una serie britannica di documentari naturalistici, andata in onda per la prima volta su BBC Two e BBC HD dal 22 febbraio all'8 marzo 2013. Prodotta dalla BBC Natural History Unit e narrata da Alexander Siddig, la serie di tre puntate esamina il paesaggio, la fauna selvatica e la popolazione della penisola arabica. Ciascun episodio è seguito da uno speciale di dieci minuti, i Wild Arabia Diaries, che illustra le tecniche utilizzate per filmare una particolare sequenza del documentario.
Wild Arabia è parte della serie Continents della Natural History Unit. Era stata preceduta da Madagascar nel 2011 e sarà seguita da Wild Brazil nel 2014.
La serie è stata trasmessa in Australia il 19 luglio 2015 su Nat Geo Wild e in Italia su BBC Knowledge a partire dal 22 agosto 2013 (con il titolo Il cuore selvaggio dell'Arabia) e successivamente su Rai 5 con il titolo originale.

## Episodi

### 1. «Sabbia, vento e cieli stellati» (Sand, Wind and Stars)

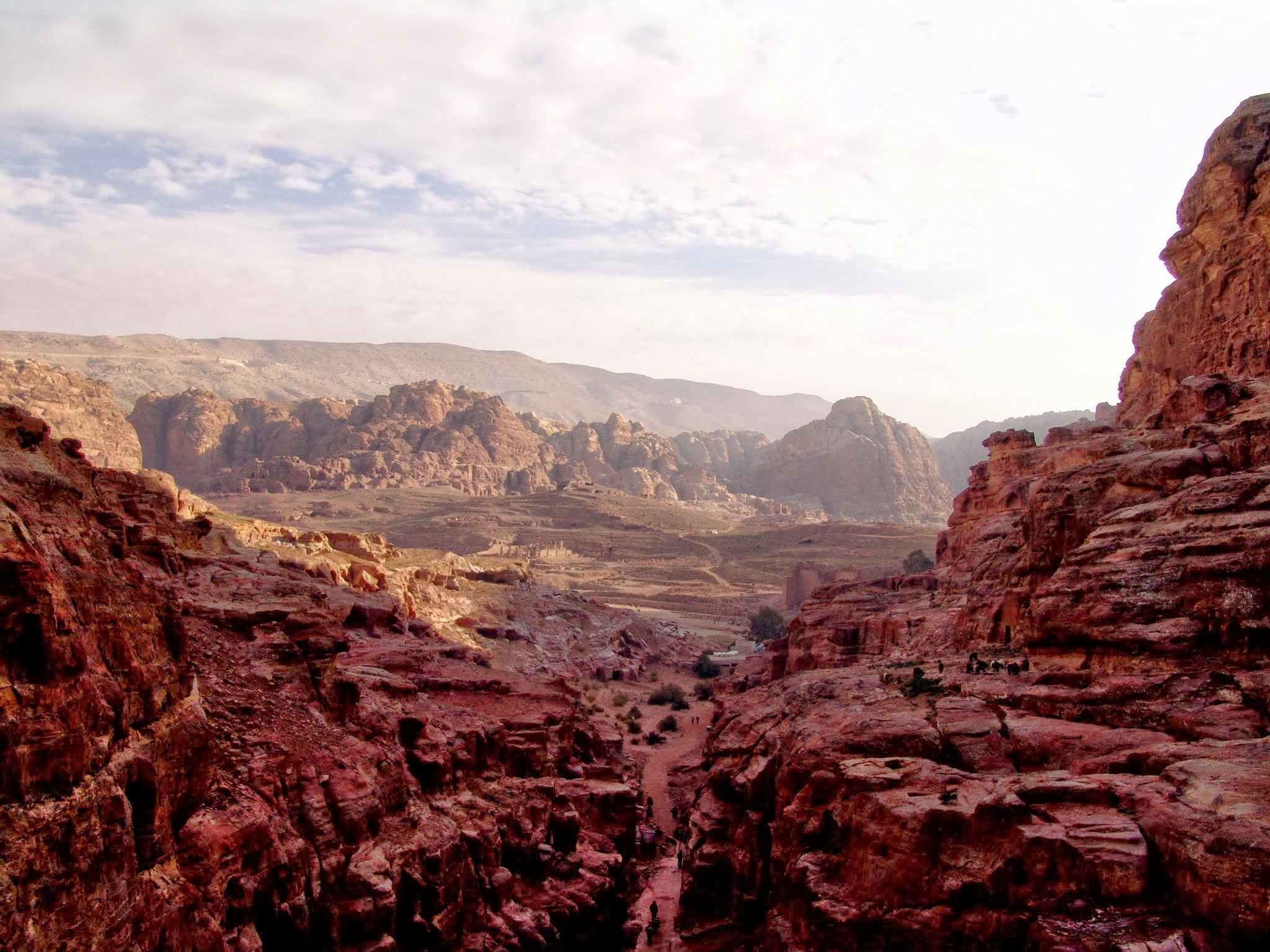
L'Arabia è andata pian piano inaridendosi a partire dalla fine dell'ultima era glaciale.

- Messa in onda originale: 22 febbraio 2013

Pochi luoghi sulla Terra evocano più mistero e romanticismo dell'Arabia. Con questo episodio visitiamo i suoi ambienti proibitivi e viene rivelato un cast magico di personaggi. Dall'orice, bianco come la neve, che ha ispirato il mito dell'unicorno, al gerboa dalle lunghe zampe, che può effettuare salti che coprono una distanza pari a dieci volte la sua lunghezza nelle notti arabe piene di stelle. Le vipere cornute cacciano gli scorpioni che brillano nel buio, mentre i nomadi beduini gareggiano con i loro cammelli attraverso il deserto di sabbia più grande del mondo.

### 2. «Il gioiello d'Arabia» (The Jewel of Arabia)
- Messa in onda originale: 1º marzo 2013

In un angolo remoto dell'Arabia meridionale una catena montuosa custodisce un segreto straordinario. Raggiunte ogni anno dal monsone proveniente dall'oceano Indiano, le montagne del Dhofar diventano un magico mondo perduto fatto di cascate e foreste nebulose piene di camaleonti e tassi del miele. Al largo, vivono rare megattere che non si incrociano con le loro simili da oltre 60.000 anni e tartarughe verdi che arrivano sulle spiagge a migliaia, braccate da volpi ladre di uova. Le termocamere rivelano, per la prima volta, uno scontro tra iene striate e lupi d'Arabia. Nel frattempo, i ricercatori locali si trovano faccia a faccia con il rarissimo leopardo d'Arabia.

### 3. «Il deserto mutante» (Shifting Sands)

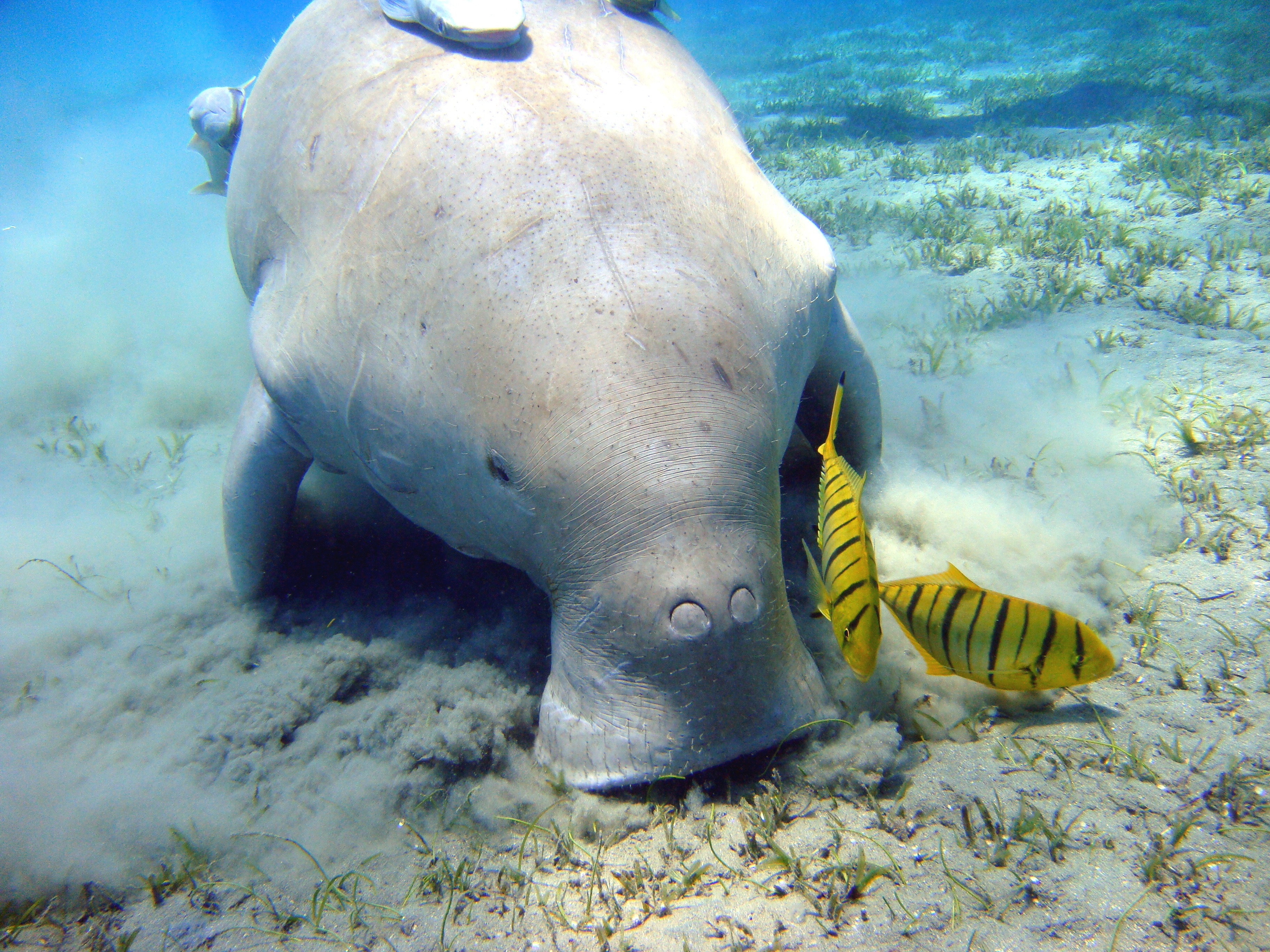
I dugonghi abitano le acque poco profonde del golfo Persico.

- Messa in onda originale: 8 marzo 2013

Enormi cambiamenti hanno sconvolto l'Arabia da quando è stato scoperto il petrolio nel suo sottosuolo e le relazioni tra gli Arabi e la natura si sono guastate. Tale cambiamento è ben esemplificato dalle corse dei cammelli, ora divenute uno sport ultra hi-tech. Gli animali dell'Arabia ora vivono a fianco di una società molto moderna, ma la popolazione sta utilizzando la tecnologia anche per proteggere la natura - i dugonghi vengono dotati di trasmettitori satellitari, i falchi da caccia inseguono aeroplanini radiocomandati e la prima città al mondo a emissioni zero viene costruita proprio nel cuore della patria del petrolio.